# Василёк солнечный
Василёк солнечный (лат. Centaurea solstitialis) — вид растений рода Василёк (Centaurea), семейства Астровые (Asteraceae), произрастающий на территории Средиземноморья.

## Описание
Однолетнее травянистое растение семейства сложноцветных. На вегетативной стадии образует розетку неколючих листьев диаметром 5-20 см. С приближением лета представляет собой цветущий стебель высотой до 1 м. Листья у основания лопастные, их длина колеблется от 5-8 см в длину, а те, что на стебле, не имеют лопастей и меньше по размеру.  В период с мая по октябрь на стебле образуются многочисленные колючие цветочные головки 12-16 мм в поперечнике, содержащие от 10 до 50 жёлтых цветков, с шипами 1-2,5 см. Цветки в головке опыляются насекомыми, и каждая головка даёт 10–50 семян, некоторые с хохолком, а некоторые без него. Это однолетний монокарпический вид, который погибает после завершения размножения, обычно к концу лета.

### Похожие виды
Сходные виды включают Centaurea calcitrapa, C.sulphurea, C. melitensis, C. aspera. Василёк синий (С. cyaneus) является родственником.

## Экология
Centaurea solstitialis также является сорняком на своём естественном европейском ареале (например, в Турции, Греции, Италии, Франции, Испании), следовательно, он произрастает в сильно нарушенных рудеральных местообитаниях, как правило, на обочинах дорог и полях зерновых культур. После интродукции в нескольких частях мира в качестве экзотического вида (например, в Австралии, Аргентине, Чили, США) он развил локальную адаптацию к различным колонизированным местам обитания, и на начальном уровне была выявлена репродуктивная изоляция между аборигенными и неаборигенными ареалами — случай экологического видообразования.
Является ценным источником пыльцы, а значит, нектара для опылителей. Кормовое растение, является основным источником нектара для многих центральных долин и предгорных бабочек. Заселяет землю с обедненной почвой: сухую, утрамбованную или очищенную. Растение со стержневой корневой системой играет решающую роль в восстановлении почвы, обеспечивая её жизненно важными микроэлементами. Подобно многим растениям, классифицируемым как «сорняки», они (по словам Марка Шонбека) «быстро приживаются, защищают и восстанавливают почву, которая осталась незащищенной в результате естественных и антропогенных нарушений».
C. solstitialis растёт как сбалансированная часть экосистем Евразии, где его контролируют разнообразные естественные травоядные враги и другие растения, которые коэволюционировали вместе с ним в его естественной среде обитания. Тем не менее, он был завезён в несколько частей мира, включая Австралию, Аргентину, Чили и США, где он стал инвазивным видом и ядовитым сорняком.
Растение обладает способностью создавать монотипные насаждения и местообитания в окультуренной почве полей, градуированных грязевых участках и нарушенных землях естественных экосистем. Его колонизация уничтожает и предотвращает рост других видов растений, что приводит к сокращению биоразнообразия среды обитания. Нередки обширные раскидистые монотипные поля солнечного василька. Его пластичность роста, конкурентоспособность, предпочтение средиземноморского климата и отсутствие естественных врагов-травоядных и совместно эволюционировавших видов делают его очень успешным захватчиком. Растение является инвазивным вредителем полевых культур, ухудшает среду обитания местных растений и естественные экосистемы, препятствует выпасу скота на пастбищах и является физическим барьером для передвижения местных животных в диких землях.

### Как инвазивный вид

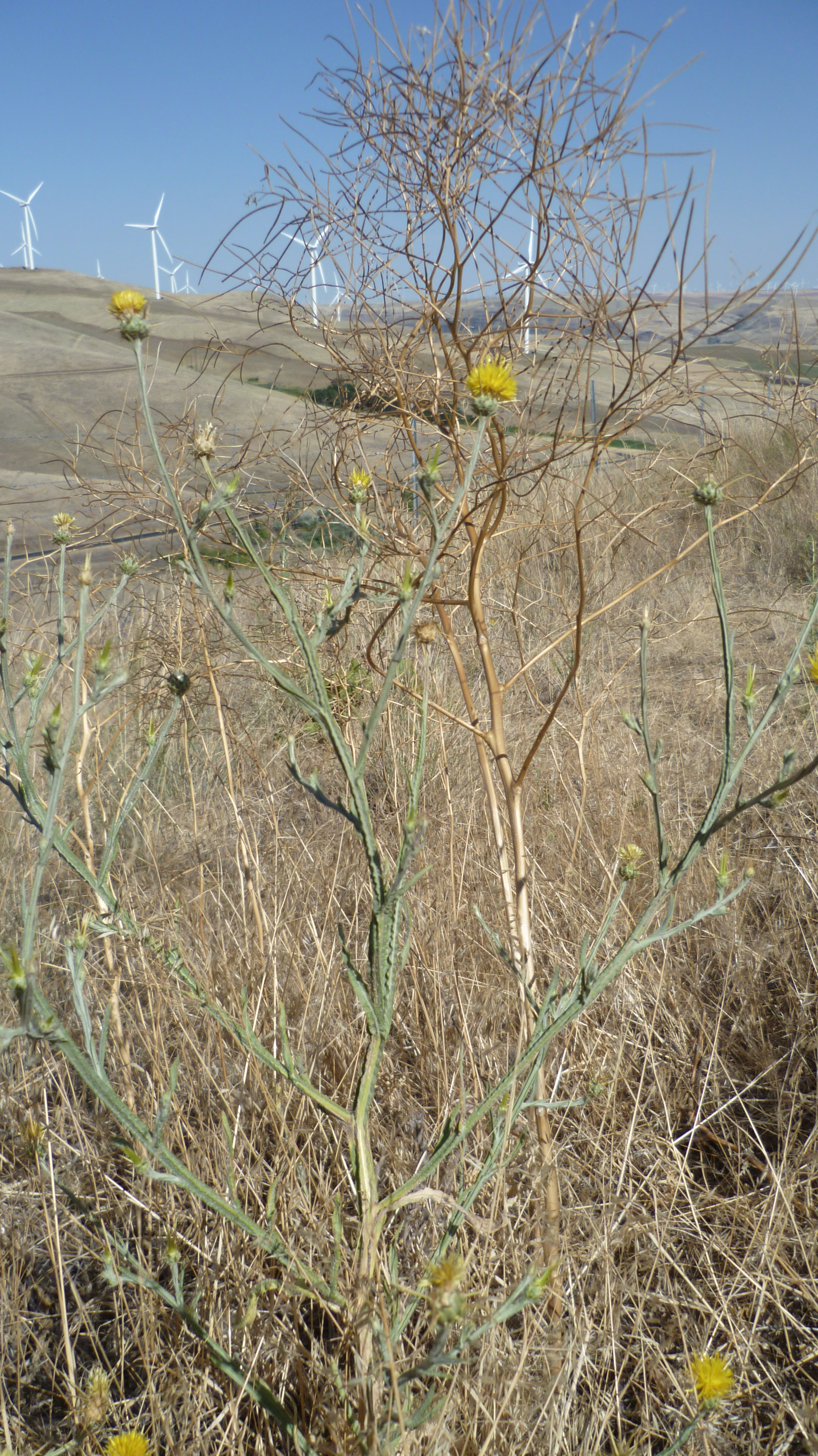
C. solstitialis в округе Кликитат, штат Вашингтон.

Интродукция C. solstitialis в Северную Америку, вероятно, произошла в Калифорнии через некоторое время после начала Калифорнийской золотой лихорадки в качестве загрязнителя кормовых семян в импортированных семенах люцерны, собранной в Чили, также известной как чилийский клевер (Trifolium macraei). C. solstitialis был завезён в Северную и Южную Америку, Африку и Европу.
В Калифорнии Centaurea solstitialis рассеялась по сельскохозяйственным полям и сразу прижилась в районах штата со средиземноморским климатом. Человеческие факторы, такие как скашивание, планировка земель для застройки и дорог, выпас домашних животных и нарушение поверхности почвы для сельскохозяйственной обработки почвы и противопожарных полос, вносят (семена) и продолжают способствовать успешному процветанию и распространению этого растения. Звёздчатый чертополох в настоящее время очень часто встречается на пустырях и полях, вдоль дорог и троп, на пастбищах и ранчо, а также в парках, заповедниках и природных зонах.
На рубеже XX века Испания, Франция, Италия и, возможно, Туркестан также были вероятными источниками семян в Калифорнии. С момента своего появления на западном побережье в середине XIX века он стал крупномасштабным инвазивным видом (ядовитым сорняком или инвазивной экзотикой) в 23 штатах США. В настоящее время он доминирует на 61000 км2 в одной только Калифорнии.
К 1970 году Centaurea solstitialis достиг 23 штатов США.  По данным Лесной службы США, по состоянию на 2006 год растение было зарегистрировано в 41 из 48 смежных штатов США, за исключением Мэн, Вермонт и пяти штатов Глубокого Юга (Арканзас, Луизиана, Миссисипи, Алабама, и Джорджия). Растение считается инвазивным видом в шести из 41 штата: Калифорния, Орегон, Вашингтон, Айдахо, Юта и Нью-Джерси.

#### Химический контроль
Большинство гербицидов, используемых для борьбы с Centaurea solstitialis, зарегистрированы для пастбищных угодий, полос отчуждения и других неурожайных территорий. Многие ауксиноподобные гербициды или гербициды-регуляторы роста используются для послевсходовой борьбы, включая 2,4-D, аминопиралид, клопиралид, дикамба, пиклорам и триклопир . В качестве альтернативы можно использовать глифосат . Довсходовые гербициды, используемые для борьбы с солнечным васильком, включают хлорсульфурон и сульфометурон. Довсходовые и послевсходовые гербициды можно эффективно использовать вместе для уничтожения растущих растений, а также любых новых саженцев, которые могут появиться из обильного банка семян в почве, часто производимого Centaurea solstitialis. Контролируемое сжигание также можно использовать в сочетании с применением клопиралида в качестве эффективного комплексного подхода к борьбе с ним.
Аминоциклопирахлор + хлорсульфурон, аминопиралид, хлорсульфурон, клопиралид, клопиралид + 2,4-Д, дикамба, дифлуфензопир + дикамба, пиклорам и триклопир + клопиралид для тихоокеанского северо-запада Северной Америки. 
Биотип Centaurea solstitialis, устойчивый к пиклораму, был обнаружен на пастбище недалеко от Дейтона, штат Огайо, в 1988 году. Установлено, что этот биотип обладает перекрёстной устойчивостью к другим ауксиноподобным гербицидам, особенно к клопиралиду. Было обнаружено, что резистентность передаётся одним ядерным рецессивным геном.
Наблюдалась также устойчивость к пиклораму C. solstitialis, обладающая перекрёстной устойчивостью к клопиралиду, дикамбе и флуроксипиру, но не к триклопиру или 2,4-D. 

#### Биологический контроль

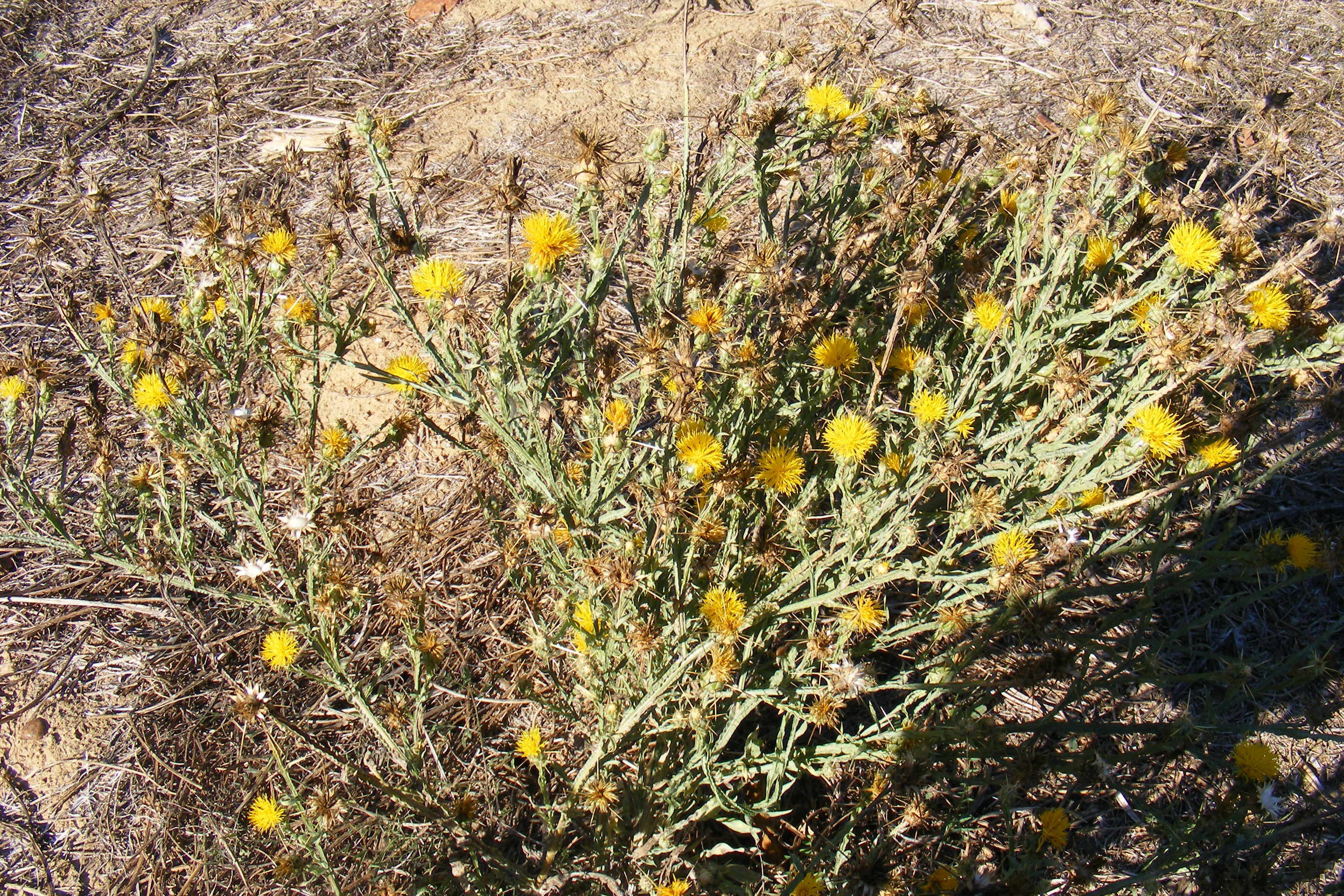
Образец в Калифорнии осенью

Centaurea solstitialis иногда устойчив к таким методам удаления, как скашивание и сжигание, из-за его длинной корневой системы и способности семян противостоять огню. Растение было объектом программ биологической борьбы с вредителями с положительными результатами. Для борьбы с растением было выпущено семь видов питающихся семенами насекомых (один случайно).

##### Насекомые
Три вида долгоносиков из подсемейства жуков Cleoninae эффективно снижают производство семян у Centaurea solstitialis:
- Bangasternus orientalis[англ.] — пушистый коричневый долгоносик, который откладывает яйца в цветы, а когда его личинки вылупляются, они питаются развивающимися семенами[19].
- Eustenopus villosus[англ.] — долгоносик с длинной мордой и волосатым видом, который откладывает по одному яйцу в каждый бутон цветка. Затем личинка съедает семена внутри[20][21].
- Larinus curtus[англ.] — коричневатый долгоносик, откладывающий яйца в цветки, питаясь пыльцой. Затем личинки поедают семена, когда они вылупляются[22].  Этому насекомому не удалось создать плотные популяции в Соединенных Штатах[23][24].

Четыре вида тефритовых плодовых мушек также нападают на семенные головки Centaurea solstitialis.
- Мухи Chaetorellia australis[англ.] и Chaetorellia succinea[англ.] — маленькие питающиеся нектаром мухи, которые откладывают яйца в семенные головки, где их личинки поедают семена и цветочные завязи[25]. Последние были выпущены непреднамеренно.
- Галловая муха Urophora sirunaseva[англ.] производит личинок, которые окукливаются внутри деревянистого галла внутри цветка и нарушают производство семян[26].
- Еще одна галловая муха Urophora jaculata[англ.] была выпущена в 1969, но так и не прижилась[27].

##### Грибы
Разновидность ржавчинного гриба Puccinia jaceae var. solstitialis, впервые выпущенная в июле 2003 года на ранчо в долине Напа, показала себя многообещающим средством против Centaurea solstitialis сильно повреждающее листья и препятствующее росту. Ржавчина вызывает широко распространенную патологию листьев растения и замедляет его распространение. Гриб Synchytrium solstitiale (Synchytrium phylum Chytridiomycota) также рассматривается как средство биологической борьбы.

##### Выпас скота
Выпас коз, крупного рогатого скота или овец может быть эффективным средством борьбы с Centaurea solstitialis. Козы поедают растения даже в колючей стадии. Поскольку рост Centaurea solstitialis особенно трудно подавить на пастбищах каньонов, из-за того что его удалённость ограничивает возможности контроля, козы и другие травоядные животные стали отличным вариантом для сдерживания распространения растения. Согласно одному исследованию, выпас уменьшил присутствие Centaurea solstitialis на 58% по сравнению с контрольной группой. Подучастки также показали снижение количества семенных головок на 94% всего после трёх лет экспериментов. 

##### Комплексные методы
Калифорнийские исследователи (Thomsen et al., 1996) протестировали скашивание, контроль выпаса овец и  посадки клевера Trifolium subterraneum для контроля роста Centaurea solstitialis. По мнению исследователей, клевер поможет заполнить пустоту, оставленную популяциями Centaurea solstitialis. 
Они сравнили посев клевера, выпас, два укоса, выпас + укос без клевера — и нетронутую контрольную группу без выпаса, клевера или укоса. Производство семян Centaurea solstitialis было в 130 раз выше там, где был проведён только один покос, и в 1720 раз выше, когда ничего не было сделано, по сравнению с площадью, которую выпасали и косили дважды. Превосходный контроль над Centaurea solstitialis может быть достигнут с помощью комбинации конкурирующих растений, скашивания и ротационного выпаса. 

##### Исследования
Хотя эти методы биологической борьбы доказали свою эффективность в борьбе с Centaurea solstitialis, существует интерес в поиске дополнительных агентов для дальнейшего контроля этого вида. Были оценены и предложены для интродукции два долгоносика, в том числе Larinus filiformis, долгоносик, питающийся цветочными головками, и Ceratapion basicorne (Illiger) (Coleoptera: Apionidae), который развивается в корневой коронке розеток.  Также оцениваются стеблевые блошки Psylliodes chalcomera (Illiger) (Coleoptera: Chrysomelidae) (Cristofaro et al. 2004a), кружевница Tingis grisea Germar (Heteroptera: Tingidae) и клещ Aceria solstitialis de Lillo (Acari: Eriophyidae).

## Токсичность
Поедание растения лошадьми (при выпасе) может вызвать нигропаллидную энцефаломаляцию или «жевательную болезнь», неврологическое состояние. Заболевание обычно следует за потреблением 60–200% массы тела лошади в течение длительного периода в месяц или более, или 2,3-2,6 кг Centaurea solstitialis на 100 кг массы тела в сутки. Хотя Centaurea solstitialis наиболее опасен, когда он является единственным доступным растением или доставляется в виде загрязняющего вещества в сухом сене, лошади могут полюбить его и искать его. Многие другие пастбищные виды, включая мулов и осликов, не пострадали. 

## Использование
Хотя из-за колючек с растением трудно иметь дело, оно даёт светлый мёд.

## Внешние ссылки
- На Викискладе есть медиафайлы по теме Василёк солнечный
- Species Profile - Yellow Star Thistle (Centaurea solstitialis), National Invasive Species Information Center, United States National Agricultural Library.  Lists general information and resources for Yellow Star Thistle.
- USDA PLANTS Database - Centaurea solstitialis (yellow star-thistle)
- U.C. Jepson Manual treatment - Centaurea solstitialis
- Invasive Plants of California's Wildlands - Centaurea solstitialis, California Invasive Plant Council
- Plants of Texas Rangelands - Starthistles, Texas A&M University Extension
- Centaurea solstitialis in the CalPhotos photo database, University of California, Berkeley 

| Ссылки на внешние ресурсы | Ссылки на внешние ресурсы                                                                                      |
| ------------------------- | --- |
| Словари и энциклопедии    | - Большая каталанская                                                                                          |
| Таксономия                | - APNI - EOL - GBIF - GRIN - iNaturalist - NCBI - IPNI - IRMNG - ITIS TSN - POWO - Plantarium - Tropicos - WFO |